# 凯姆尼茨
凯姆尼茨（德語：Kemnitz，發音：[ˈkɛmnɪts]）是德国梅克伦堡-前波美拉尼亚州前波美拉尼亚-格赖夫斯瓦尔德县的市镇，面积19.34平方千米，2023年12月31日人口为1,153人。